# Big Bang Theory (Styx)
Big Bang Theory è un album di cover del gruppo musicale Styx, pubblicato nel 2005 per l'etichetta discografica New Door.

## Tracce
1. I Am the Walrus (The Beatles cover)
2. I Can See for Miles (The Who cover)
3. Can't Find My Way Home (Blind Faith cover)
4. It Don't Make Sense (You Can't Make Peace) (Willie Dixon cover)
5. I Don't Need No Doctor (Ray Charles cover, ala Humble Pie)
6. One Way Out (The Allman Brothers Band cover)
7. A Salty Dog (Procol Harum cover)
8. Summer in the City (The Lovin' Spoonful cover)
9. Manic Depression (Jimi Hendrix cover)
10. Talkin' About the Good Times (The Pretty Things cover)
11. Locomotive Breath (Jethro Tull cover)
12. Find the Cost of Freedom (Crosby, Stills, Nash & Young cover)
13. Wishing Well (Free cover)
14. Blue Collar Man @ 2120 (rerecording of a Styx song)

## Formazione
- Tommy Shaw - chitarra, voce
- Lawrence Gowan - tastiera, voce
- Ricky Phillips - basso
- Todd Sucherman - batteria
- James Young - chitarra, voce